# Adrian Sosnovschi
Adrian Sosnovschi (Chișinău, 13 giugno 1977) è un allenatore di calcio ed ex calciatore moldavo, di ruolo difensore, tecnico dello Spartanii Sportul.

## Palmarès

### Giocatore

#### Competizioni nazionali
- Coppa di Moldavia: 1

Zimbru Chisinau: 1996-1997
- Campionato ucraino: 1

Dinamo Kiev: 1997-1998
- Coppa d'Ucraina: 1

Dinamo Kiev: 1997-1998